# Персі Альберт Вагнер
Персі Альберт Вагнер (1885—1929) — німецький геолог, був сином Джона Мартіна Вагнера та його дружини Берти, народженої Хоффа, обоє німці за походженням. Він вступив до Університету Мису Доброї Надії в 1902 році. Протягом наступних двох років він навчався в Південноафриканській школі гірництва, яка тоді була частиною Південноафриканського коледжу в Кейптауні, склавши перший гірничий іспит Університету Мис Доброї Надії в 1904 році. Того року навчання гірничій справі було передано Трансваальському технічному інституту в Йоганнесбурзі. Продовжуючи навчання там, він склав другий університетський іспит з гірничої справи в 1905 році, а в 1906 році отримав диплом гірничого інженера та ступінь бакалавра наук (бакалавра наук) гірничої інженерії. Його перша публікація, «Петрографічні нотатки про скелі в околицях Крейгола [Йоганнесбурга]», з'явилася в Transactions of the Geological Society of South Africa у 1907 році.

## Праці[4]
- Wagner, Percy Albert: The diamond fields of southern Africa. (Johannesburg, The Transvaal leader, 1914) (page images at HathiTrust; US access only)
- Wagner, Percy Albert: The geology and mineral industry of South-west Africa, (Pretoria: The Government printing and stationery office, 1916) (page images at HathiTrust; US access only)
- Wagner, Percy Albert: The Mutue Fides-Stavoren tinfields, (Pretoria, Government printing and stationery off., 1921) (page images at HathiTrust; US access only)
- Wagner, Percy Albert: On Magmatic nickel deposits of the Bushveld complex in the Rustenburg district, Transvaal, (Pretoria, The Government printing and stationery office, 1924) (page images at HathiTrust; US access only)